# Gian Antonio Fumiani
Gian ou Giovanni Antonio Fumiani (Venise, 1645 - 1710) est un peintre italien baroque.

## Biographie
Gian Antonio Fumiani fait son apprentissage à Bologne auprès de  Domenico Ambrogi, spécialiste en quadratura.
Il revient à Venise en  1668 où il peint la Vierge et les saints  à l'église San Benedetto.
Il peint une Vierge apparaissant à Pie V (1674) en l'église San Lorenzo de Vicence et exécute en 1677 des cartons pour des mosaïques à San Marco.
Il contribue aux décorations de l'église San Rocco (1675, 1676, 1678), où il peint une grande toile de la Charité de  saint Roch sur le plafond de la voûte et des petits modèles peints pour Ferdinand de Médicis grand-duc de Toscane, par l'intermédiaire de  Nicolo Cassana.
Pour la décoration des scènes de la vie de saint Pantaleon de la Chiesa di San Pantaleone Martire avec (1680-1704), il utilise une grande surface de toiles pour couvrir le plafond (25 m × 50 m), une entreprise ambitieuse présentée comme la plus grande peinture sur toile. Il cherche à y concilier les effets spectaculaires du baroque romain d'Andrea Pozzo et la tradition de la peinture théâtrale de Véronèse.
Sa dernière œuvre est celle d'un tympan  Visite du monastère par l'empereur Otton III en l'an 1001, accompagnée par le doge Pietro II Orselolo pour l'Église San Zaccaria à Venise.

## Œuvres
A Venise
- Vierge et les saints, église San Benedetto, Venise,
- Vierge apparaissant à Pie V (1674), Église San Lorenzo (Vicence)
- Le Martyre et la gloire de saint Pantaleon (1684-1704), fresque du plafond, église San Pantalon[1]
- église San Rocco

Charité de saint Roch,
Les marchands du temple
- Visite du monastère par l'empereur Otton III en l'an 1001, accompagnée par le doge Pietro II Orselolo, Église San Zaccaria, Venise
- Romuald de Ravenne Huile sur toile Basilique Santa Maria Gloriosa dei Frari Venise
- Jésus parmi les Docteurs - Galeries de l'Académie de Venise[2]

Non référencé
- Abraham et les trois anges, huile sur toile, 129 × 183 cm, collection privée

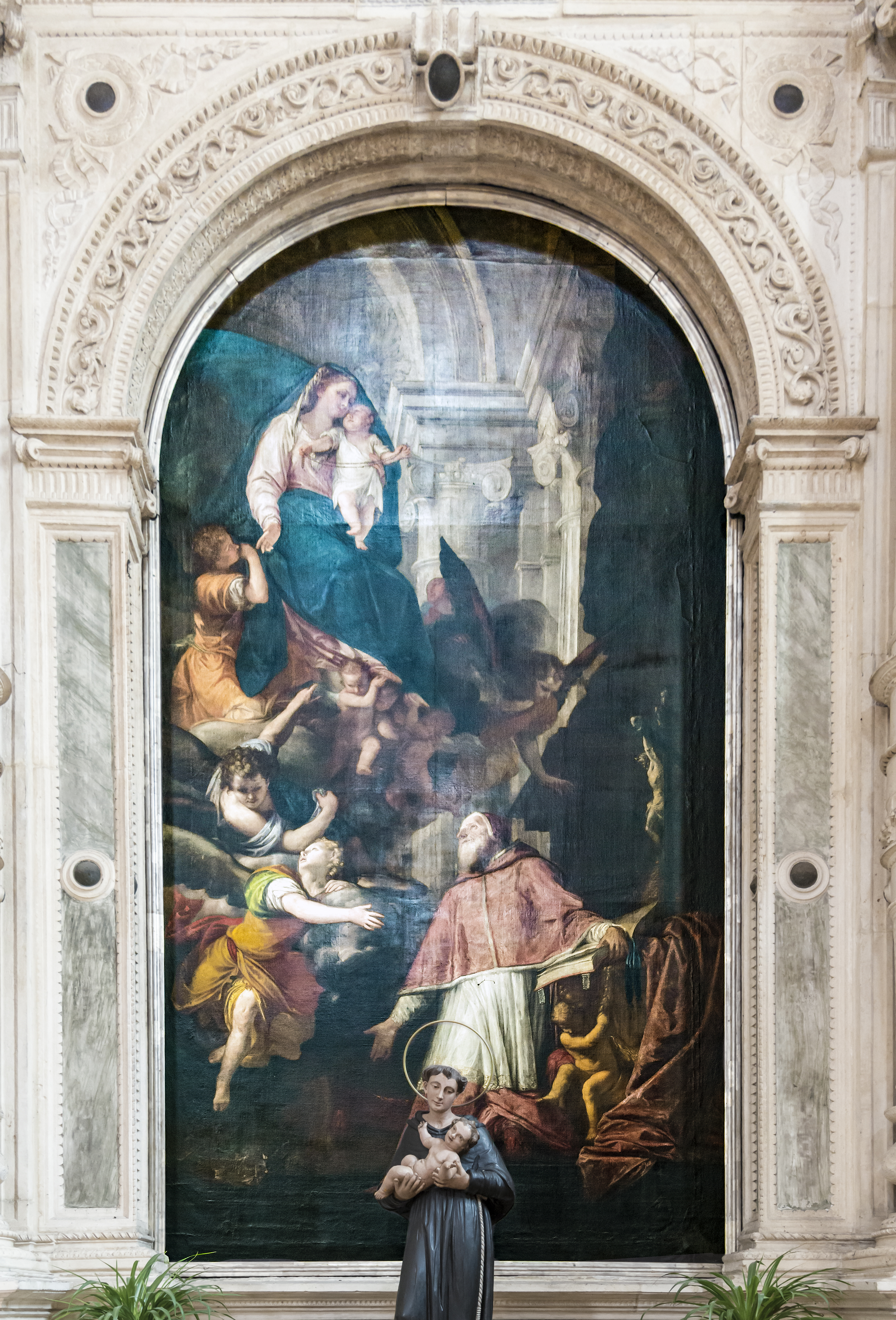
La Vierge apparaissant à Pie V Église San Lorenzo (Vicence)
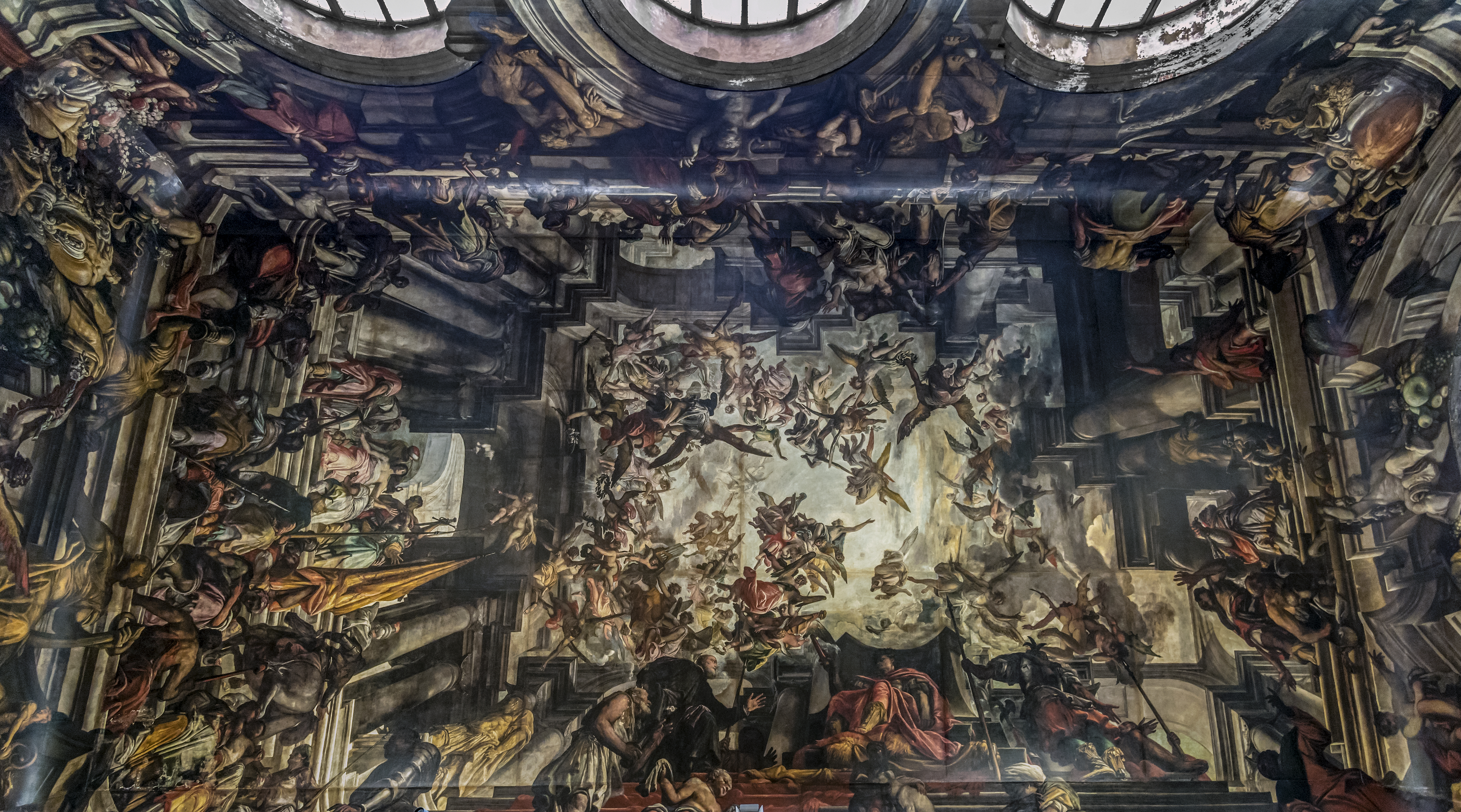
Le Martyre de saint Pantalon, San Pantalon
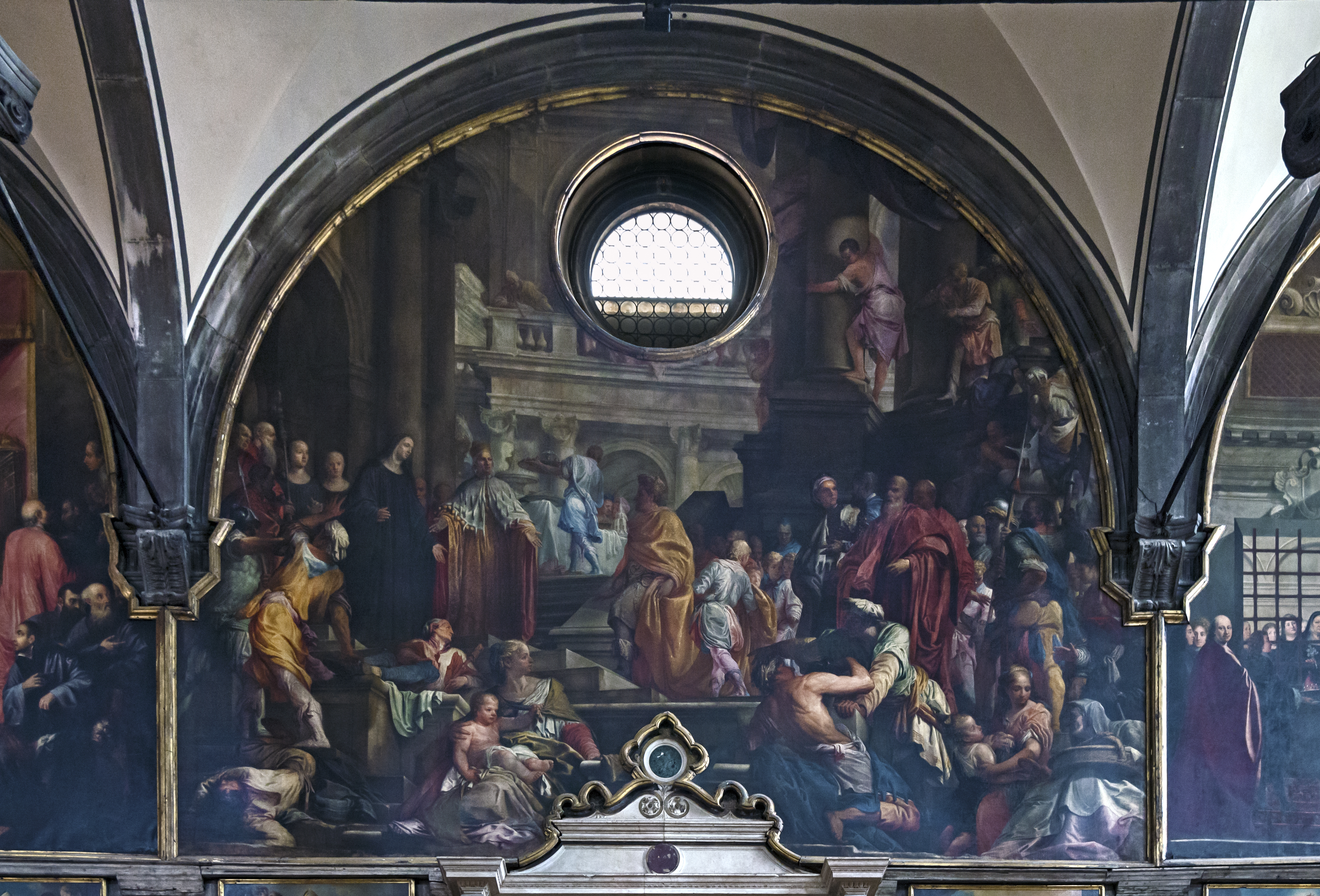
"Visite du monastère par Otton III", San Zaccaria
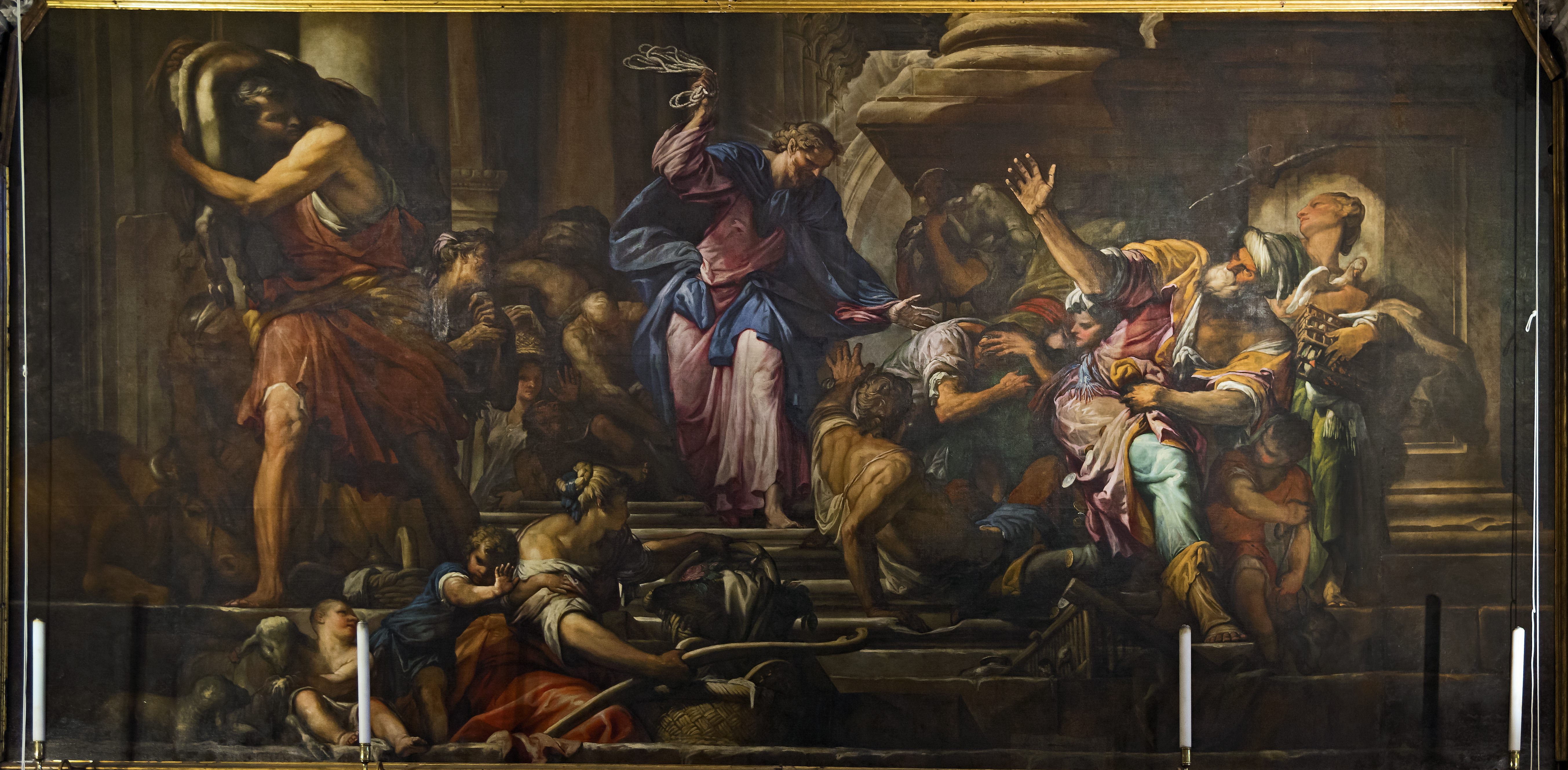
Les marchands du temple église San Rocco
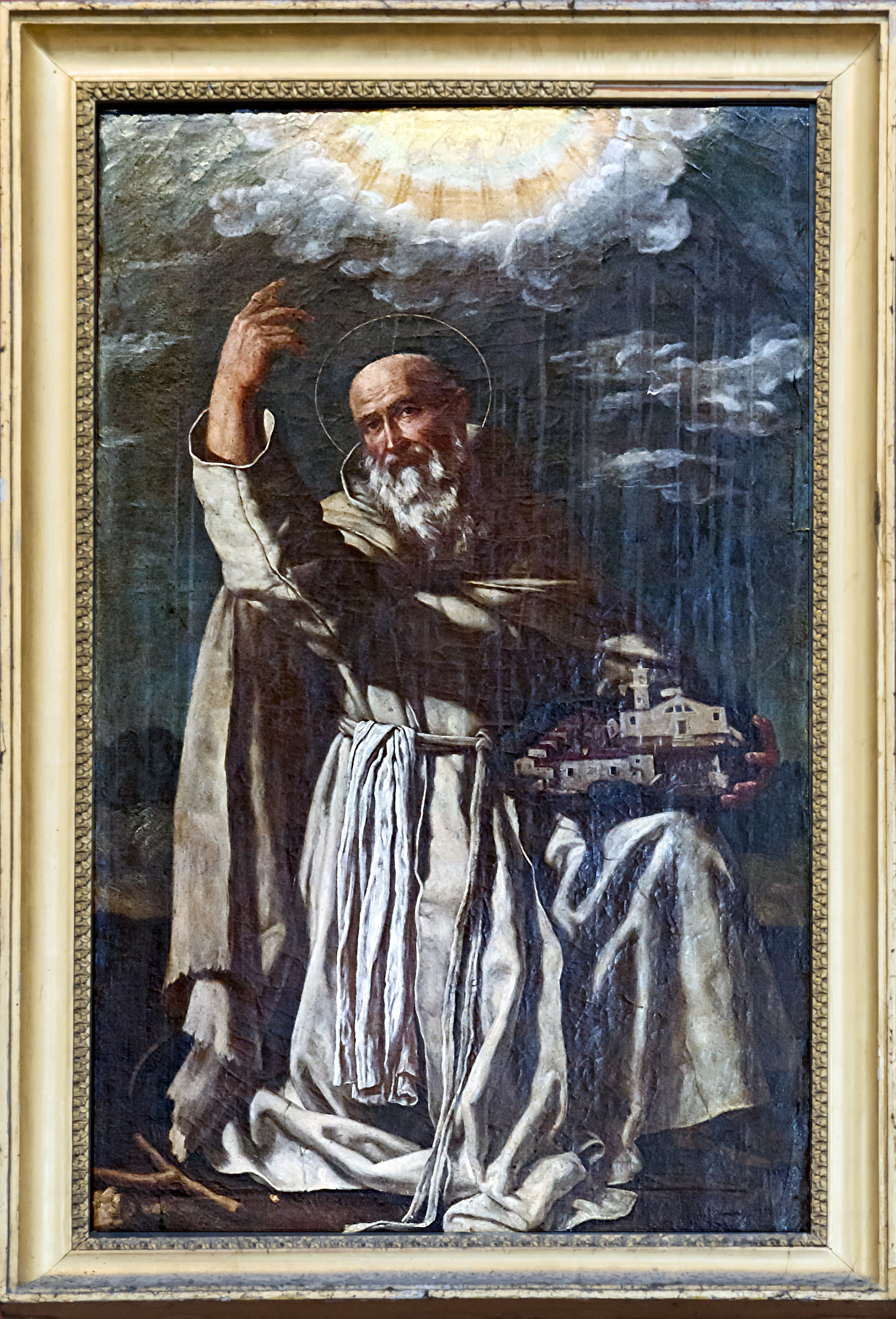
Romuald de Ravenne - Basilique Santa Maria Gloriosa dei Frari
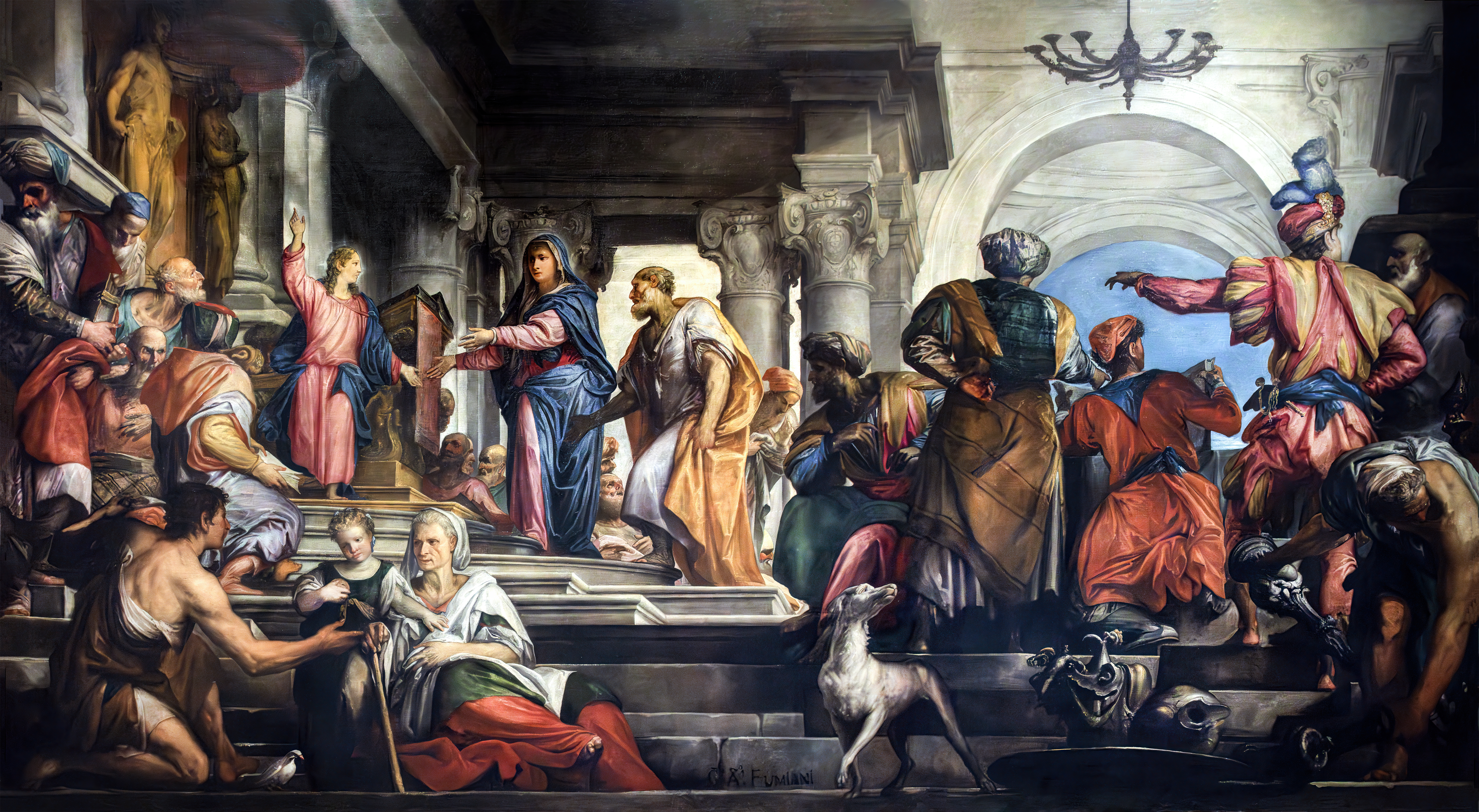
Jésus parmi les Docteurs - Galeries de l'Académie de Venise